# 安条克
安条克（希臘語：Ἀντιόχεια）又翻译为安提阿或安塔基雅，天主教典籍稱為安提約基雅，趙汝適《諸蕃志》作安都城。是黎凡特西北部奧龍特斯河的東側的一個古老城市。其遺址位於現在土耳其的城市安塔基亞。
於前4世紀末由亞歷山大大帝的將領之一的塞琉古一世所建立，以其父安条克的名字命名。由於安提阿的地理、軍事和經濟的位置的重要性，它的香料貿易、絲綢之路、波斯御道對於當地居民有很大的收益。公元一世纪，耶稣的門徒被稱為基督徒，便是從這裡開始的。

## 历史
- 241年，沙普尔一世进攻美索不达米亚和叙利亚，一度攻占安条克，但其攻势终于为罗马帝國所阻。
- 258年，沙普尔一世再度入侵这一地区，攻陷埃德萨和安条克，卻再被羅馬帝國所占领。
- 此城在羅馬帝國分裂后為东羅馬帝國所管轄，並成為拜占庭人在亞洲的重镇。
- 611年，波斯萨珊王朝攻占安条克，多年后，阿拉伯帝國攻占安条克直取泰西封攻灭波斯萨珊王朝。
- 1098年，第一次十字军攻下安条克，建立安条克公国。